# Апостолакис, Яннис
Яннис Апостолакис (греч. Γιάννης Αποστολάκης; род. 24 сентября 2004) — греческий футболист, полузащитник клуба ОФИ.

## Клубная карьера
Апостолакис — воспитанник клуба ОФИ. 28 августа 2022 года в матче против «Панатинаикоса» он дебютировал в греческой Суперлиге. 

## Международная карьера
В 2023 году в составе юношеской сборной Греции Апостолакис принял участие в юношеском чемпионате Европы на Мальте. На турнире он сыграл в матчах против команд Испании и Исландии.